# Superpuchar Turcji w piłce siatkowej mężczyzn (2021)
Superpuchar Turcji w piłce siatkowej mężczyzn 2021 (oficjalnie 2021 Spor Toto Erkekler Şampiyonlar Kupası) – dwunasta edycja rozgrywek o Superpuchar Turcji zorganizowana przez Turecki Związek Piłki Siatkowej (Türkiye Voleybol Federasyonu, TVF). Mecz rozegrany został 7 października 2021 roku w Başkent Voleybol Salonu w Ankarze. Wzięły w nim udział dwa kluby: mistrz Turcji w sezonie 2020/2021 – Ziraat Bankkart oraz zdobywca Pucharu Turcji w tym sezonie – Spor Toto.
Po raz drugi zdobywcą Superpucharu Turcji został klub Ziraat Bankkart. MVP spotkania wybrany został Holender Wouter ter Maat.

## Drużyny uczestniczące
| Drużyna         | Osiągnięcia w sezonie 2020/2021 |
| --------------- | ------------------------------- |
| Ziraat Bankkart | mistrzostwo Turcji              |
| Spor Toto       | zdobycie Pucharu Turcji         |

## Mecz
Czwartek, 7 października 2021 – 19:00 (UTC+3) • Başkent Voleybol Salonu, Ankara
Widzów: 500
Czas trwania meczu: 168 minut
Sędziowie: Ozan Çağı Sarıkaya i İlknur Çakır
| Ziraat Bankkart        | 3:2                                        | Spor Toto              |
| Wouter ter Maat 26 pkt | (24:26, 25:22, 25:21, 22:25, 15:12) raport | Morteza Szarifi 23 pkt |

| Poz.                 | Nr | Zawodnik            | 1           | 2           | 3           | 4           | 5        | Pkt |
| -------------------- | -- | ------------------- | ----------- | ----------- | ----------- | ----------- | -------- | --- |
| P                    | 1  | Martin Atanasow     | 7 cztery    | 5 dwa       | 6 trzy      | 7 cztery    | 6 trzy   | 16  |
| A                    | 2  | Wouter ter Maat     | 9 sześć     | 7 cztery    | 8 pięć      | 9 sześć     | 8 pięć   | 26  |
| Ś                    | 7  | Bedirhan Bülbül     | 5 dwa       | 9 sześć     | 4 jeden     | 5 dwa       | 4 jeden  | 12  |
| R                    | 10 | Arslan Ekşi         | 6 trzy      | 4 jeden     | 5 dwa       | 6 trzy      | 5 dwa    | 1   |
| P                    | 12 | Bennie Tuinstra     | 4 jeden     | 8 pięć      | 9 sześć     | 4 jeden     | 4 pusty  | 13  |
| Ś                    | 14 | Faik Samet Güneş    | 8 pięć      | 6 trzy      | 7 cztery    | 8 pięć      | 7 cztery | 9   |
| L                    | 19 | Berkay Bayraktar    | L           | L           | L           | L           | L        |     |
| Zmiany               |    |                     |             |             |             |             |          |     |
| P                    | 8  | Halil İbrahim Yücel | 11 zmiana2  | 21 zmiana12 |             | 21 zmiana12 | 9 sześć  | 3   |
| Ś                    | 13 | Ahmet Samet Baltacı | 19 zmiana10 | 19 zmiana10 | 19 zmiana10 | 19 zmiana10 | 4 pusty  |     |
| Nie weszli na boisko |    |                     |             |             |             |             |          |     |
| Ś                    | 3  | Muhammed Ertuğrul   |             |             |             | 4 pusty     | 4 pusty  |     |
| L                    | 9  | Murat Tokgöz        |             |             |             | 4 pusty     | 4 pusty  |     |
| R                    | 11 | İzzet Alp Akkuş     |             |             |             | 4 pusty     | 4 pusty  |     |
| P                    | 15 | Oreol Camejo        |             |             |             | 4 pusty     | 4 pusty  |     |
| P                    | 20 | Aykut Gedik         |             |             |             | 4 pusty     | 4 pusty  |     |
| Trener               |    |                     |             |             |             |             |          |     |
| Roberto Santilli     |    |                     |             |             |             |             |          |     |

| Poz.                 | Nr | Zawodnik              | 1        | 2        | 3        | 4          | 5          | Pkt |
| -------------------- | -- | --------------------- | -------- | -------- | -------- | ---------- | ---------- | --- |
| Ś                    | 3  | Selcan Yüksel Bıdak   | 5 dwa    | 5 dwa    | 7 cztery | 12 zmiana3 | 12 zmiana3 | 8   |
| P                    | 5  | Baturalp Burak Güngör | 4 jeden  | 4 jeden  | 6 trzy   | 4 jeden    | 5 dwa      | 10  |
| R                    | 7  | Kawika Shoji          | 9 sześć  | 9 sześć  | 5 dwa    | 9 sześć    | 4 jeden    | 6   |
| P                    | 12 | Morteza Szarifi       | 7 cztery | 7 cztery | 9 sześć  | 7 cztery   | 8 pięć     | 23  |
| Ś                    | 13 | Mert Matıç            | 8 pięć   | 8 pięć   | 4 jeden  | 8 pięć     | 9 sześć    | 8   |
| A                    | 17 | Paul Buchegger        | 6 trzy   | 6 trzy   | 8 pięć   | 6 trzy     | 7 cztery   | 21  |
| L                    | 18 | Ramazan Serkan Kılıç  | L        | L        | L        | L          | L          |     |
| Zmiany               |    |                       |          |          |          |            |            |     |
| Ś                    | 9  | Çağatay Durmaz        |          |          |          | 5 dwa      | 6 trzy     | 2   |
| L                    | 1  | Muhammed Aray         | L        | L        | L        | L          | L          |     |
| Nie weszli na boisko |    |                       |          |          |          |            |            |     |
| R                    | 2  | Vefa Yılmaz           |          |          |          | 4 pusty    | 4 pusty    |     |
| P                    | 8  | Oguzhan Dogruluk      |          |          |          | 4 pusty    | 4 pusty    |     |
| P                    | 10 | Ali Deniz Yilmaz      |          |          |          | 4 pusty    | 4 pusty    |     |
| A                    | 11 | Doğan Karakoç         |          |          |          | 4 pusty    | 4 pusty    |     |
| Trener               |    |                       |          |          |          |            |            |     |
| Serdar Uslu          |    |                       |          |          |          |            |            |     |

## Statystyki meczowe
| ZIR | STATYSTYKI        | SPO |
| 111 | MAŁE PUNKTY       | 106 |
| 61  | ATAK              | 61  |
| 4   | BLOK              | 9   |
| 15  | SERWIS            | 8   |
| 31  | BŁĘDY PRZECIWNIKA | 28  |

## Ustawienie wyjściowe drużyn
| Tuinstra Bülbül Ekşi Atanasow Güneş ter Maat Bayraktar Güngör Bıdak Buchegger Szarifi Matıç Shoji Kılıç |